# Талграм
Талграм (англ. Talgram) — город на севере Индии, в штате Уттар-Прадеш, в округе Каннаудж.

## География
Находится к северу от реки Исан, на высоте 146 метров над уровнем моря.

## Демография
По данным официальной переписи 2001 года численность населения города составляла 10 360 человек, из них 5493 мужчины и 4867 женщин. Уровень грамотности населения города составляет 46 %, что ниже, чем средний по стране показатель 59,5 %. Уровень грамотности среди мужчин — 53 %, среди женщин — 37 %. Доля лиц в возрасте младше 6 лет — 19 %.

## Транспорт
В нескольких км к северу от города проходит национальное шоссе № 91. Ближайшая железнодорожная станция находится в городе Гурсахаигандж.